# 孫英
孫 英（そん えい、? - 五鳳元年（254年））は、中国三国時代の呉の皇族。孫登の次男。揚州呉郡富春県の人。

## 生涯
父の孫登は呉の皇太子だったが、その父である孫権よりも先に死去した。孫英の兄の孫璠、弟の孫希もまた早逝していたため、孫英が後継ぎとなり、呉侯に封じられた。
五鳳元年（254年）秋、孫英は大将軍の孫峻暗殺を企てたが、事が発覚し、自殺に至った。その死後、封国も除かれた。
『三国志』孫登伝の注に引く『呉歴』によると、孫峻暗殺は前司馬の桓慮という人物が計画し、また孫英の擁立を図ったもので、孫英自身はこのことを知らなかったとも言われる。